# سگ‌های پوشالی (فیلم ۱۳۹۲)
سگ‌های پوشالی فیلم ایرانی به نویسندگی و کارگردانی رضا توکلی است که در سال ۱۳۹۲ ساخته شد. از بازیگران این فیلم می‌توان به لیلا اوتادی، مهدی سلوکی، فرزاد فرزین و نیما شاهرخ شاهی را نام برد.

## خلاصه داستان
مهندس جواني، به نام مهران (امید محبی) بعد از اتمام افتتاحيه يک پروژه ملي و برگشت به سمت خانه برای جشن گرفتن اولین سالگرد ازدواجش با سایه (لیلا اوتادی)، دچار تصادف با یک سگ مي‌شود. اما بعد از آمدن به خانه، پلیس‌ها و ستوان امینی (مهدی سلوکی) به در خانه‌ی آن‌ها می‌آیند و جشن آن‌ها به هم می‌خورد؛ آن‌ها اطمینان دارند که مهران (امید محبی) با یک زن تصادف کرده، نه یک سگ. همین موضوع باعث تردید همه راجع به او می‌شود. پس از رفتن پلیس‌ها زنگ خانه به صدا در می‌آبد و وی خود را فرستاده از آگاهی می‌نامد اما پس از رفتن سایه (لیلا اوتادی) پشت در کسی را نمی‌بیند و ناگهان در بسته می‌شود در حالی که او خارج از حیاط خانه است. برادر سایه، منصور (فرزاد فرزین) به تلفن او زنگ می‌زند و پس از پاسخ ندادن تلفن، او را پشت در خانه می‌یابد. سایه (لیلا اوتادی) به منصور (فرزاد فرزین) می‌گوید که کسی در خانه بوده ولی برادرش این حرف او را قبول نکرده و می‌گوید وی دچار توهم شده است ولی...

## بازیگران
- لیلا اوتادی در نقش سایه
- علیرضا جلالی تبار در نقش سرگرد دانش
- نیما شاهرخ شاهی در نقش افشین
- فرزاد فرزین در نقش منصور
- مهدی سلوکی در نقش ستوان امینی
- قاسم زارع در نقش عیوضی
- مرتضی ضرابی در نقش صفر
- شیرین بینا در نقش افسانه
- امید محبی در نقش مهران
- شاهین فرقانی در نقش سامان
- کامران مقدادی در نقش مرد زندانی
- آرمین غلامعلی در نقش مامور تجسس
- پوریا کشمیری در نقش مامور نیروی انتظامی

## ‌منابع
1. ↑  «.: Iranian Movie DataBase عوامل فيلم سگ هاي پوشالي :». www.sourehcinema.com. دریافت‌شده در ۲۰۲۲-۱۰-۱۷.